# 塔银莲属
塔银莲属（学名：Anemopsis），也称假银莲花属，为三白草科的一个属。

## 下属物种
本属包括以下物种：
- 加州塔银莲 Anemopsis californica (Nutt.) Hook. & Arn.